# فرانكلين ويليام فورت
فرانكلين ويليام فورت هو محامي وسياسي أمريكي، ولد في 30 مارس 1880 في نيوآرك في الولايات المتحدة، وتوفي في 20 يونيو 1937 في روشستر في الولايات المتحدة. نشط حزبياً في الحزب الجمهوري. وقد انتخب عضو مجلس النواب الأمريكي ‏.